# マイズバンダル教団
マイズバンダル教団はバングラデシュを地盤とする地域的スーフィーの教団である。
開祖はショイヨド・アフマド・ウッラー（1826~1906）である。系統的にはカーディリー教団の分派であるが、楽器を使ったズィクルにより、チシュティー教団とのつながりが強いといわれている。その上、一般信徒の間ではムイーヌッディーン・チシュティーの廟があるアジュメールへ詣でることも多い。また、他宗教にも非常に寛容で開祖ショイヨドは入門を申し出たヒンドゥー教徒たちに「お前たちは自分の宗教にとどまれ」と説いた上で入門を許したという。
ショイヨドの廟はチッタゴン近郊のマイズバンダル村にあり、信徒は「マイズバンダル・ドルバル・ショリフ」と呼び、毎年オロシュ（命日祭）が行われている。